# Zgojewo
Zgojewo (kaszb. Zgòjewò, niem. Schojow) – osada w Polsce położona w województwie pomorskim, w powiecie słupskim, w gminie Główczyce.
W latach 1975–1998 miejscowość administracyjnie należała do województwa słupskiego.

## Nazwa
Nazwa miejscowości ma pochodzenie słowiańskie i charakter dzierżawczy, jednak jej podstawa jest trudna do ustalenia z powodu znacznych różnic między zapisami w źródłach niemieckich (Schoiow, Scoiow) a poświadczeniami gwarowymi (sł. Zgʉ̀ɵ̯jɵvɵ, kab. Zgu̯oi̯ewu̯o). Niemiecka forma Schojow jest adaptacją fonetyczną pierwotnej nazwy słowiańskiej. W polskiej nazwie przyjęto za podstawę nazwę osobową Zgoj z formantem -ewo.
Rada Języka Kaszubskiego proponuje kaszubską formę nazwy Zgòjewò.